# Ханш, Ральф
Ральф Лоуренс Ханш (англ. Ralph Lawrence Hansch, 20 мая 1924, Эдмонтон, Канада, Великобритания — 29 февраля 2008, Эдмонтон, Канада) — канадский хоккеист, вратарь. Олимпийский чемпион 1952 года, чемпион мира 1952 года.

## Биография
Ральф Ханш родился 20 мая 1924 года в канадском городе Эдмонтон.
Играл в хоккей с шайбой на позиции вратаря. Выступал за любительские команды «Эдмонтон Флайерз», «Камроуз Марунз». За несколько месяцев до зимних Олимпийских игр 1952 года перешёл в «Эдмонтон Меркьюриз».
В 1952 году вошёл в состав сборной Канады по хоккею с шайбой на зимних Олимпийских играх в Осло и завоевал золотую медаль. Играл на позиции вратаря, провёл 5 матчей, пропустил 10 шайб (по три — от сборных Финляндии и США, две — от Норвегии, по одной — от ОГК и Чехословакии). По итогам олимпийского турнира также получил золотую медаль чемпионата мира.
Был единственным на олимпийских хоккейных турнирах, кто играл под номером «0».
После Олимпиады завершил игровую карьеру, работал пожарным.
Умер 29 февраля 2008 года в Эдмонтоне от пневмонии.

## Семья
Сын Ральфа Ханша Рэнди Ханш (род. 1966) также играл в хоккей с шайбой на позиции вратаря. В 1984 году был задрафтован «Детройт Ред Уингз», но не играл в НХЛ. Выступал за команды североамериканских низших лиг. В 1988—1989 годах провёл 29 матчей за сборную Канады.